# Яскович Олександр Ігорович
Олекса́ндр І́горович Яско́вич (нар. 11 травня 1990) — український футболіст, захисник. Через зіграний матч за збірну ЛНР, Федерація футболу України 2016 року довічно заборонила йому виконувати діяльність, пов'язану з футболом.

## Біографія
Вихованець СДЮШОР «Україна» (Луганськ), в якій навчався з 2003 року. У 2007 році дебютував у професійному футболі, почавши виступати за друголіговий «Шахтар» (Свердловськ), в якому провів два сезони.
На початку 2010 року став гравцем першолігової «Сталі» (Алчевськ), проте за півтора року так і не зміг закріпитися в основному складі команди, зігравши лише в 16 матчах, після чого перейшов в інший першоліговий клуб «Миколаїв», де не провів жодного матчу за основу.
На початку 2013 року повернувся в друголіговий «Шахтар» (Свердловськ), де знову став основним захисником команди і виступав до літа 2014 року, поки команду не розформували. У другій половині 2014 року виступав за «Сталь» (Дніпродзержинськ).
На початку 2015 року виїхав до т. зв. «ЛНР», де встиг пограти в так званому «чемпіонаті ЛНР» за ровеньківський «Гірник» та СК «Зоря», а також 19 березня взяв участь у першому матчі т. зв. «збірної ЛНР» проти «збірної Абхазії», який завершився перемогою абхазів з рахунком 0:1.
Улітку 2015 року Яскович вирішив повернутись у чемпіонат України і заявився в першоліговий «Авангард» (Краматорськ). Проте того ж дня віце-президент ФФУ і голова Комітету з етики та чесної гри Ігор Кочетов заявив, що гравці «збірної ЛНР» не будуть виступати в чемпіонаті України і Ясковича прибрали із заявки клубу.
|                | Наша позиція наступна: Жоден з гравців, які грали за «збірну ЛНР», не будуть брати участь у матчах чемпіонату України. Це наша жорстка позиція. Ми поставили на контроль усіх гравців, які грали за т.зв. «збірну ЛНР». Ми перевіряємо всі заявки. Зараз у заявці «Авангарду» цього гравця немає. Все тримаємо на контролі |
| — Ігор Кочетов | |

23 березня 2016 року Ясковича знову заявили за «Авангард», але вже 24 березня ПФЛ офіційно повідомила, що його відзаявлено до ухвалення відповідного рішення Комітетом з етики і чесної гри ФФУ, який має розглянути справу гравця в індивідуальному порядку. Зрештою 6 травня КДК ФФУ ухвалив рішення «заборонити О. Ясковичу будь-яку діяльність, пов'язану з футболом, у зв'язку із поведінкою, що завдає шкоди репутації футболу та використанням футбольних змагань для викликів суспільній моралі».